# ماهیچه بالابرنده پلک بالا
ماهیچه بالابرنده پلک بالا (انگلیسی: Levator palpebrae superioris muscle) ماهیچه‌ای در کاسه چشم است که کار بالا کشیدن پلک بالا را برعهده دارد.
خاستگاه این ماهیچه، استخوان پروانه‌ای بالای سوراخ اپتیک، پیوندگاه آن، پوست و صفحه تارس پلک بالا و عصب‌گیری‌اش از عصب حرکتی چشم (oculomotor) است.

## نگارخانه

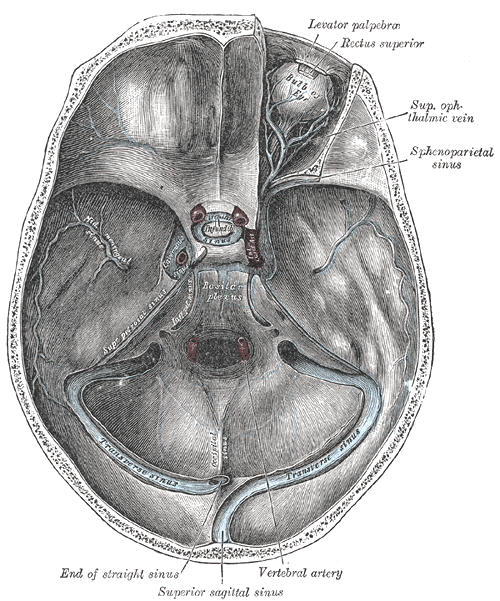
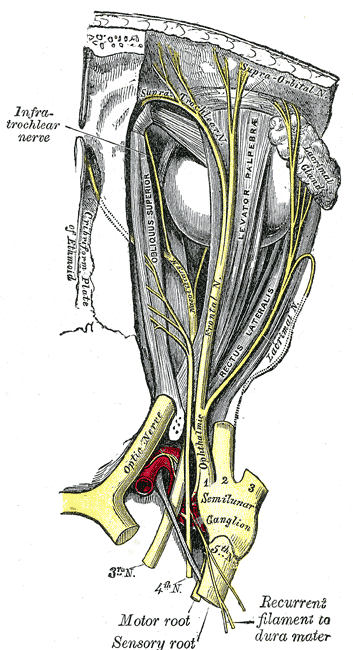
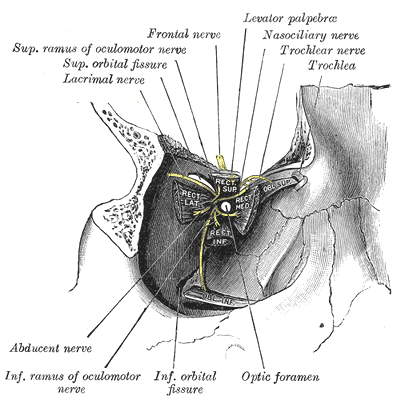
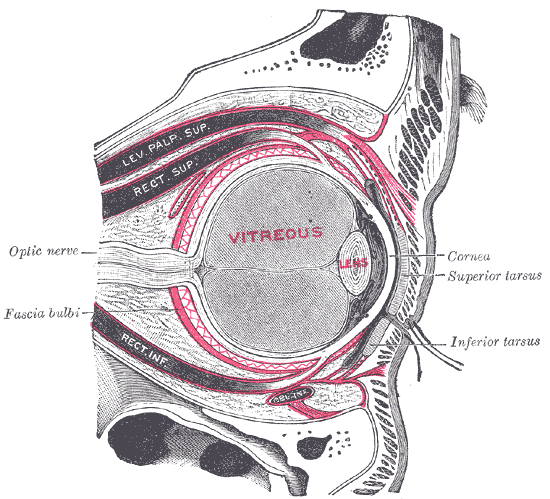
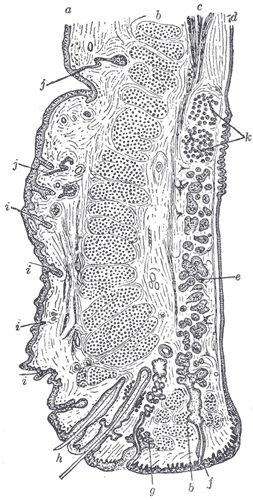
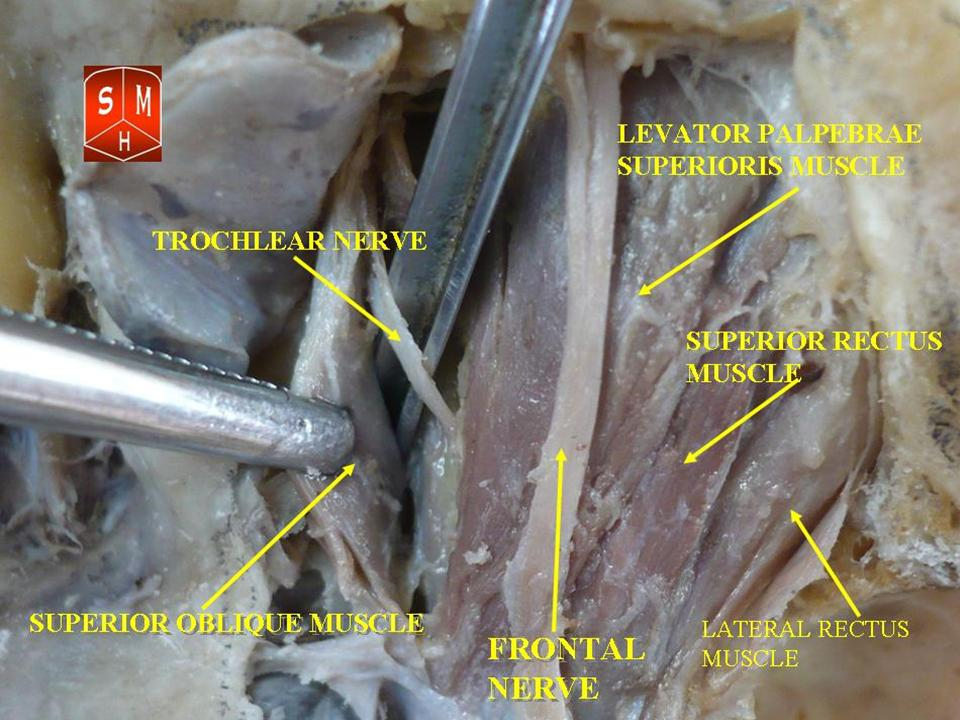
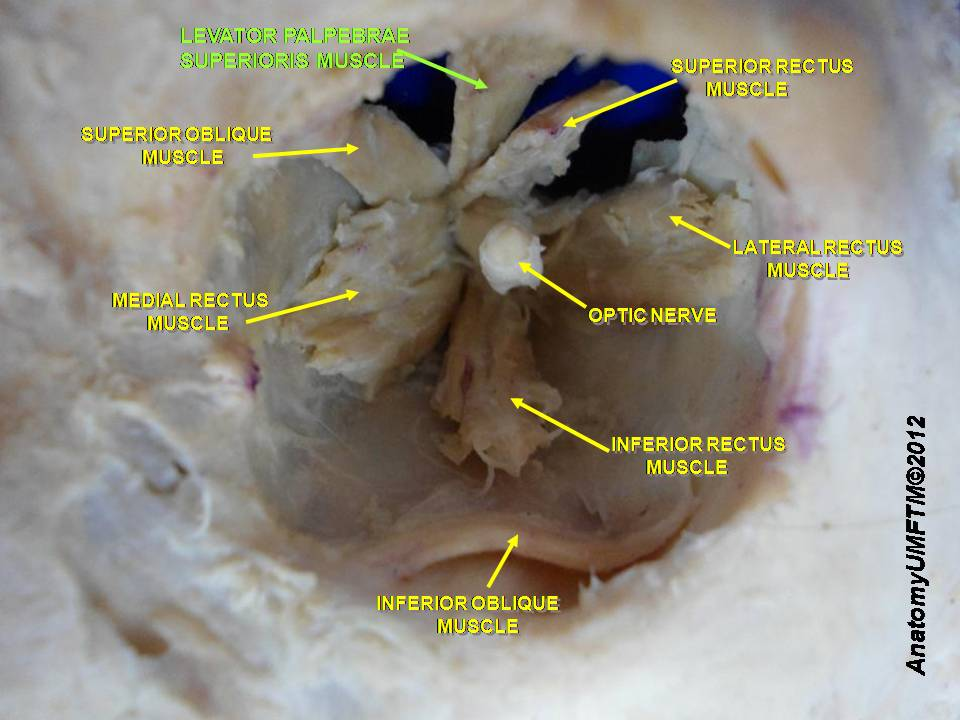
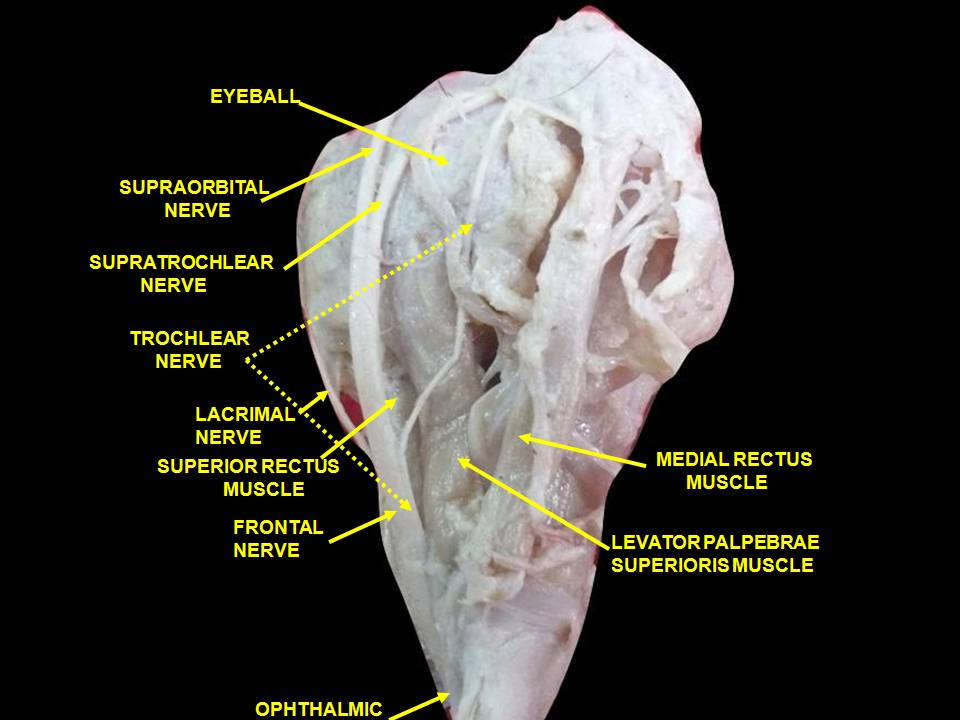
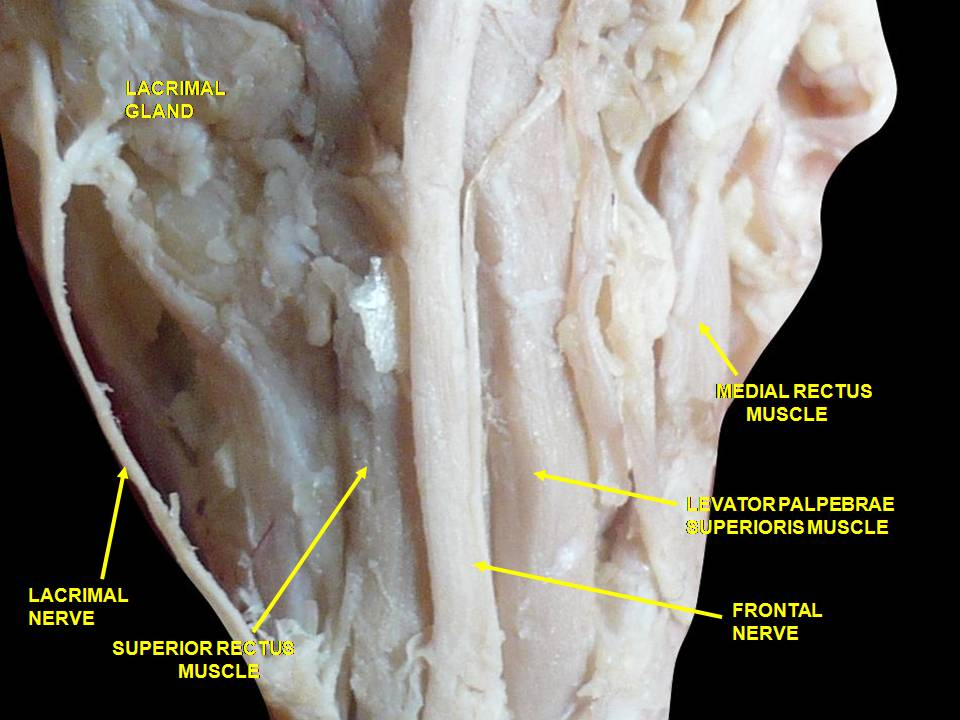